# Lamothe-Landerron
Lamothe-Landerron (gaskognisch: La Mòta de Landeron) ist eine französische Gemeinde mit 1.119 Einwohnern (Stand: 1. Januar 2022) im Département Gironde in der Region Nouvelle-Aquitaine. Sie gehört zum Kanton Le Réolais et Les Bastides im Arrondissement Langon. Die Einwohner werden Lamothais genannt.

## Geografie
Lamothe-Landerron liegt etwa 67 Kilometer südöstlich von Bordeaux. Umgeben wird Lamothe-Landerron von den Nachbargemeinden Saint-Michel-de-Lapujade im Norden, Saint-Martin-Petit im Osten, Justix im Süden sowie Mongauzy im Westen und Nordwesten.

## Geschichte
Im Jahr 1656 war Charles François de Lur de Salusses, marquis de Lur, Besitzer des Schloss Montaigne, ebenfalls der Inhaber der Herrschaft und Baron von La Mothe de Landerron. 1789 wird der Comte de Galard-Béarn, Baron de Lamothe-Landerron, unter den Mitgliedern des Adelsstandes für die Sénéchaussée von Castelmoron aufgeführt. Seit der Revolution bildeten die Kirchspiele Saint-Martin-de-Serres und Saint-Albert zusammen die Gemeinde Lamothe-Landerron.

## Bevölkerungsentwicklung
| Jahr                      | 1962 | 1968 | 1975 | 1982 | 1990 | 1999 | 2006 | 2013 |
| ------------------------- | ---- | ---- | ---- | ---- | ---- | ---- | ---- | ---- |
| Einwohner                 | 921  | 943  | 950  | 958  | 1003 | 1040 | 1070 | 1148 |
| Quelle: Cassini und INSEE |      |      |      |      |      |      |      |      |

## Verkehr
Lamothe-Landerron liegt an der Bahnstrecke Bordeaux–Sète und wird im Regionalverkehr mit TER-Zügen bedient.

## Sehenswürdigkeiten
- Kirche Saint-Martin aus dem 12. Jahrhundert, Umbauten aus dem 16. Jahrhundert, Monument historique seit 1925
- Kirche Saint-Albert

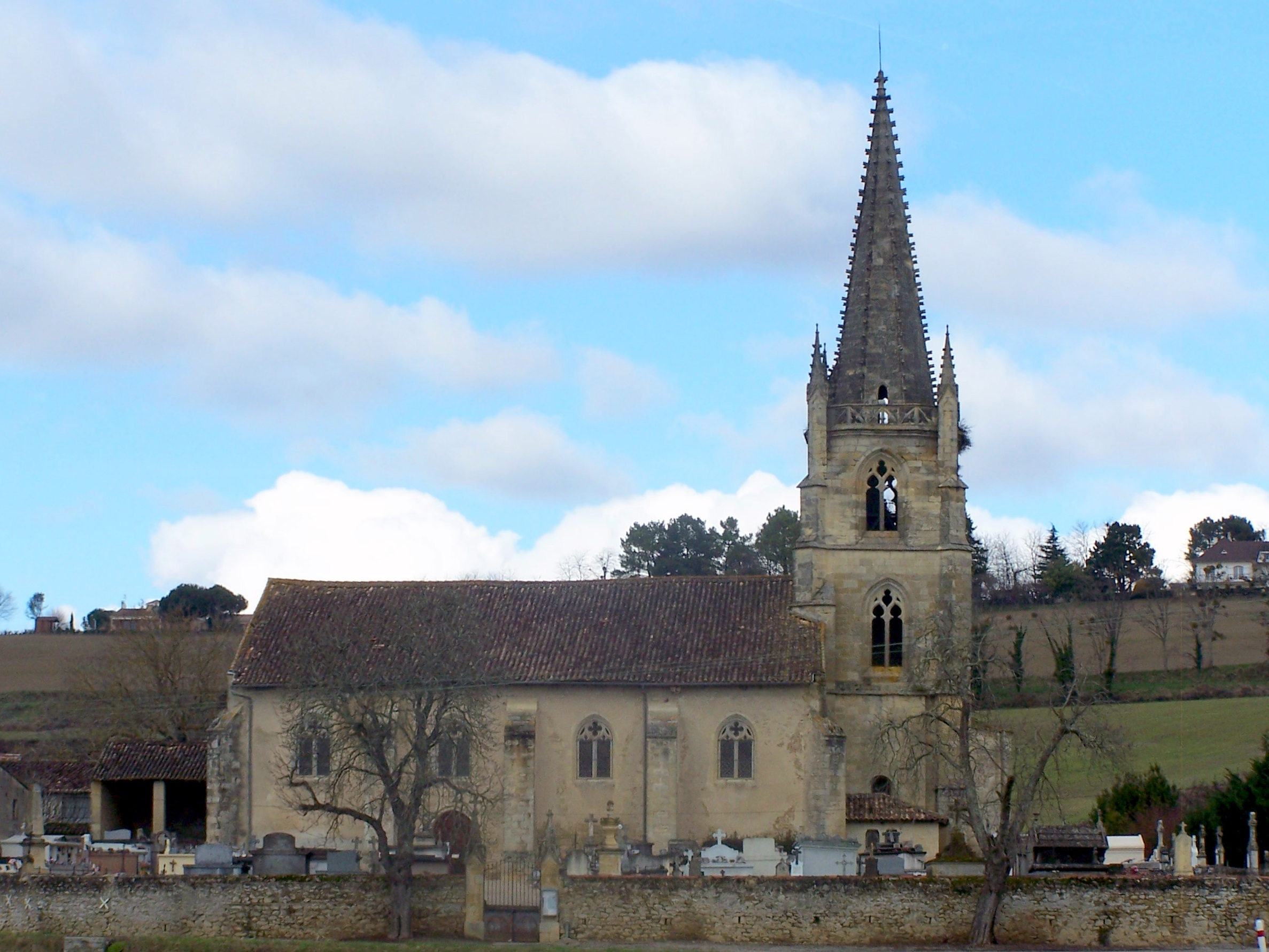
Kirche Saint-Martin
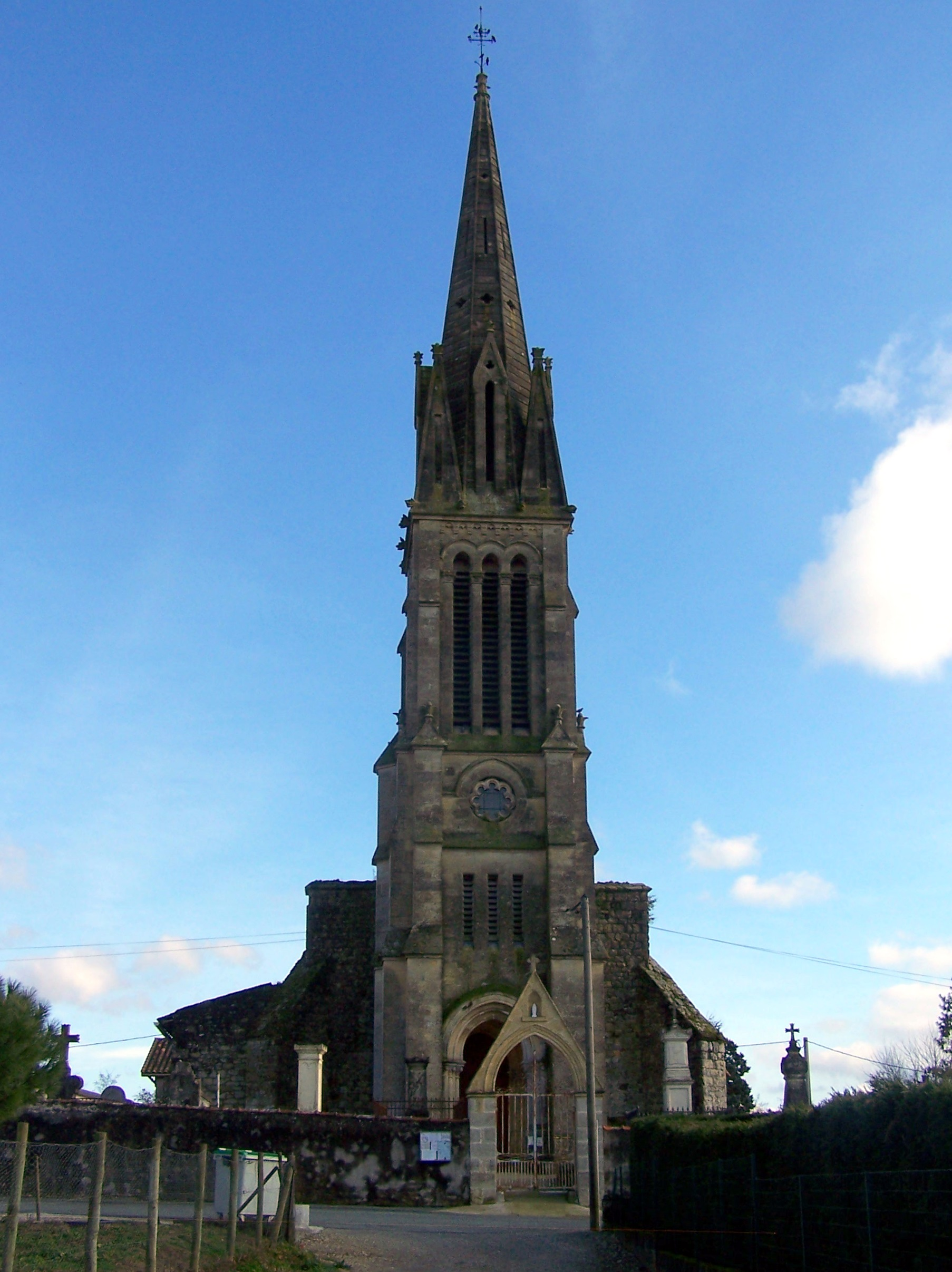
Kirche Saint-Albert